# 메이지 제과

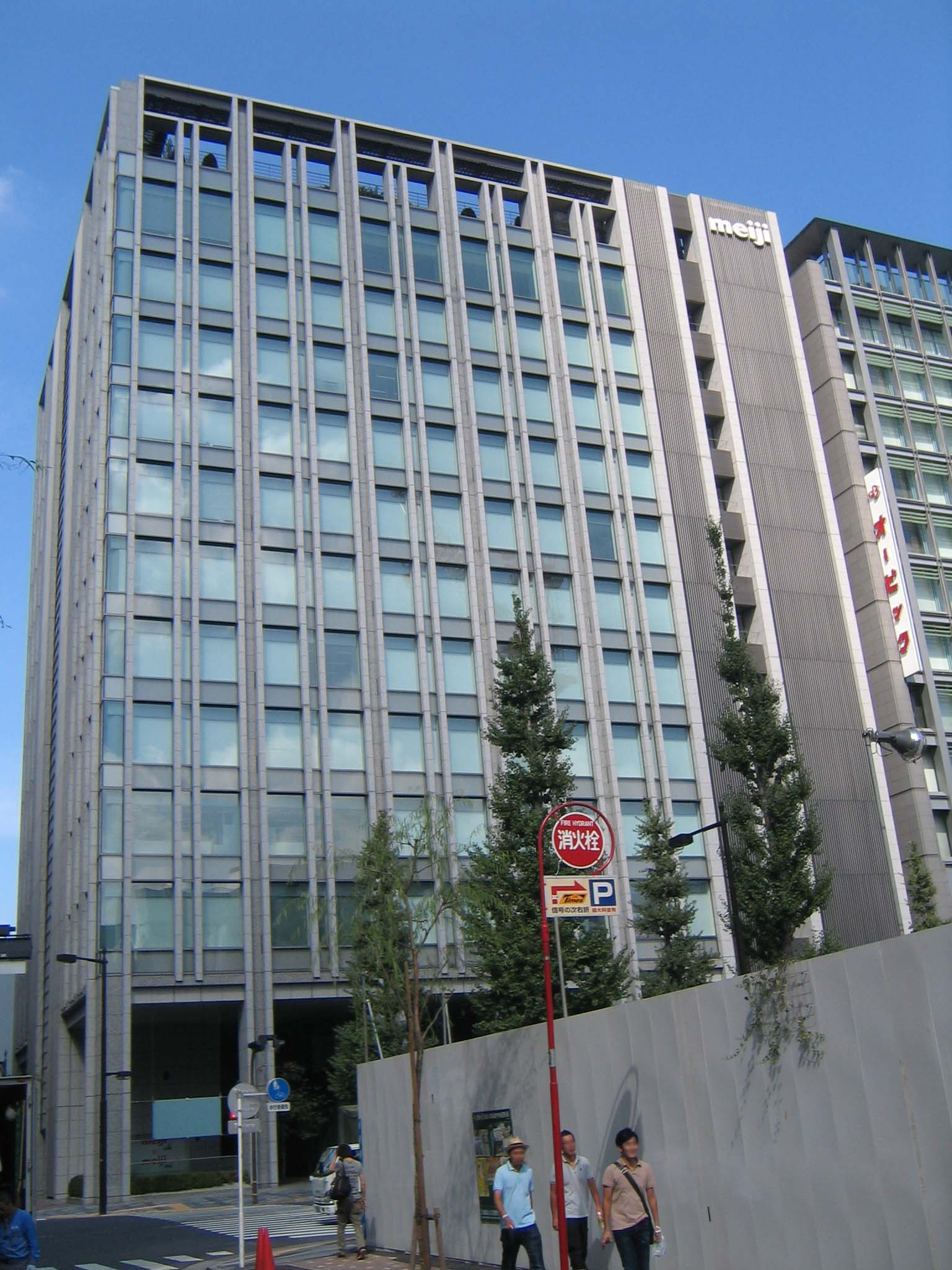
구 메이지 제과 본사 사옥이 들어선 빌딩인 메이지 홀딩스 본사 건물 전경이며, 위치는 도쿄도 주오구 교바시에 있다. 후신으로는 Meiji Seika 파르마의 본사 사무실로 완전히 변신하게 되어 있다.

2009년 3월 이전까지 사용된 메이지 제과의 옛 로고. 해당 로고는 가메쿠라 유사쿠의 디자인으로 출원하게 되어 있던 것으로 나타난다.

메이지 제과 주식회사(일본어: 明治製菓株式会社, 영어: Meiji Seika Kaisha, Limited)는 일본 굴지의 제과 기업이다. 주요 생산 품목은 초콜릿이 대표적인 것으로 나타난다. 계열 관계를 맺은 자회사는 메이지 유업이 있고 제약 사업을 영위하고 있는 Meiji Seika 파르마도 메이지 제과의 자회사이다.